# Druk irysowy
Druk irysowy – zabezpieczenie druku polegające na stosowaniu płynnych przejść barwnych przy pełnym pokryciu farby (apla) poprzez drukowanie różnymi farbami umieszczonymi w poszczególnych sektorach kałamarza farbowego. Na wałkach farbowych dochodzi do mieszania się farb w pobliżu stref farbowych, przez co na druku powstają wielobarwne, ciągle przejścia – irysy.